# Эстрада Кабрера, Мануэль
Мануэ́ль Хосе́ Эстра́да Кабре́ра (исп. Manuel José Estrada Cabrera; 21 ноября 1857, Кесальтенанго — 24 сентября 1924, Гватемала) — гватемальский политик, президент и диктатор Гватемалы с 1898 по 1920 год.

## Биография
Родился в Кесальтенанго как внебрачный сын семинариста (впоследствии священника) Педро Эстрады Монсоны и Хоакины Кабреры. Сначала отец отказался его признать, и Мануэль Эстрада Кабрера жил с матерью в приюте для бедных. Учился на столяра, затем, благодаря помощи иезуитов, смог получить школьное образование. Затем изучал право в Университете Сан-Карлос. В 1881 году окончил обучение и начал работать в Кесальтенанго адвокатом и нотариусом.
В 1884 году женился на Дезидерии Окампо, от которой у него было двое сыновей. Кроме того, от ещё пяти женщин у него было 12 внебрачных детей.
Впоследствии Эстрада был назначен судьёй, сначала в Реталулеу, затем в Кесальтенанго. Он был профессором, а позже деканом юридического факультета университета Сан-Карлос.
В политике он занимал сторону либералов и неоднократно избирался в Национальное собрание. При президенте Мануэле Барильясе он был назначен губернатором департамента Реталулеу. В 1891 году Эстрада стал губернатором Кесальтенанго, где он запомнился, в первую очередь, тем, что инициировал и начал строительство муниципального театра. В 1892 году он вошёл в кабинет министров при президенте Хосе Рейне Барриосе, где занял пост министра юстиции и внутренних дел. Кроме того, он был назначен первым заместителем президента (исп. Primer Designado a la Presidencia), то есть чиновником, замещающим президента в случае отсутствия последнего.

### Президентство
8 февраля 1898 года президент Рейна Барриос был убит в результате покушения, и Эстрада Кабрера стал исполняющим обязанности президента. В 1905, 1911 и 1917 годах он подтвердил свои полномочия в результате выборов, которые, однако, не считались легитимными из-за преследования, арестов, убийств и высылки оппозиционных политиков, которые проводились тайной полицией. В общей сложности Эстрада провёл на посту президента 22 года, что является рекордом в истории Гватемалы. При этом, он опирался на поддержку Национального собрания Гватемалы, председатель которого, Артуро Убико, был его последовательным сторонником.
К важнейшим достижениям Эстрады на посту президента можно отнести следующие:
- Открытие закрытых при Рейне Барриосе школ и меры к распространению образования;
- Принятие законов о сельском хозяйстве и добыче полезных ископаемых, создание министерства сельского хозяйства;
- Различные социальные меры, в частности, улучшение положения матерей-одиночек и их детей, стариков и инвалидов;
- Строительство железной дороги между Гватемалой и карибским побережьем, а также других дорог и телеграфных линий.

В годы правления Эстрады Гватемала пережила экономический подъём. Это связано в первую очередь в иностранными, главным образом американскими, капиталовложениями, такими, как United Fruit Company. При этом правительство Эстрады несёт ответственность за тяжёлые долгосрочные последствия для страны по привлечению этих капиталовложений (раздача земельных участков, полное освобождение от налогов и т. д.)
В 1906 году по инициативе живущего в изгнании в Мексике бывшего президента Гватемалы Барильяса началось восстание против Эстрады, поддержанное правительствами большинства других центральноамериканских стран. Эстраде, однако, удалось подавить восстание, для чего он заручился помощью президентов США Теодора Рузвельта и Мексики Порфирио Диаса. В марте 1907 года Барильяс был убит в результате покушения, в организации которого подозревали Эстраду.
За время своего президентства Эстрада пережил несколько покушений на свою жизнь, по его собственным словам — шесть.
С 1917 года правительство Мануэля Эстрады Кабреры постоянно находилось под угрозой свержения. Этому сперва способствовала неудачная финансовая политика, вызвавшая масштабную инфляцию, в результате чего правительство лишилось поддержки как беднейших слоёв населения, так и предприятий и торговли. Затем в Гватемале произошло сильное землетрясение, повлёкшее серьёзные разрушения. Наконец, во время Первой мировой войны Эстрада отказался передать США находящиеся в Гватемале немецкие активы, в результате чего утратил поддержку США.
В течение всей своей жизни Эстрада покидал Гватемалу только один раз, в 1897 году, когда он совершил короткий государственный визит в Коста-Рику. Это не помешало ему получить 37 орденов различных иностранных государств.

### Свержение
11 марта 1920 года в городе Гватемала прошла организованная Унионистской партией демонстрация за восстановление Соединённых Провинций Центральной Америки. Во время демонстрации произошла перестрелка, причины которой остались неясными, и погиб один демонстрант. Этот случай привёл к радикализации протестов, которые, в конце концов, обратились против президента. Разногласия между правительством Эстрады и Унионистской партией существенно усилились в течение нескольких дней и фактически вылились в гражданскую войну. С обеих сторон было большое количество жертв.
8 апреля личный секретарь президента, генерал Хосе Мария Летона объявил Национальному собранию, что президент психически болен. На основании этой информации парламент принял решение о смещении Эстрады с поста президента. 14 апреля Эстрада сам объявил о своей отставке. Сначала он был помещён под домашний арест в военной академии, затем в доме его сына. Против бывшего президента были выдвинуты обвинения в различных нарушениях, количеством более 60. Эстрада защищал себя сам, но процесс не удалось довести до конца, так как он умер 24 сентября 1924 года. Похоронен при большом стечении народа в Кесальтенанго.

## Образ в культуре
Мануэль Эстрада Кабрера стал прообразом главного героя романа лауреата Нобелевской премии Мигеля Анхеля Астуриаса «Сеньор Президент» (1946).